# 小田切昌應
小田切 昌應（おだぎり まさたか）は、江戸時代中期の武士。旗本。

## 経歴
安永2年（1774年）3月7日に家督を継ぎ、蔵米700俵を食んだ。